# فرانسيس آدمسون
فرانسيس آدمسون (بالإنجليزية: Frances Adamson)‏ هي دبلوماسية أسترالية، ولدت في 20 أبريل 1961 في أديلايد في أستراليا.